# Alan G. Lafley
Alan George Lafley (Keene, 13 giugno 1947) è un dirigente d'azienda statunitense, ha guidato la Procter & Gamble dal 2000 al 2010 e di nuovo dal 2013 al 2015.

## Biografia
Si è diplomato nella Fenwick High School di Oak Park, nell'Illinois. Ha ricevuto un Bachelor of Arts dall'Hamilton College nel 1969. Dopo aver iniziato gli studi per ottenere un Ph.D. in storia medievale e rinascimentale alla University of Virginia si è arruolato nella marina americana per partecipare alla Guerra del Vietnam. Durante la guerra si è trovato a gestire i magazzini di una base statunitense vicino a Tokyo e questa esperienza l'ha portato a decidere, nel 1977, di ottenere un Master in Business Administration nell'Harvard Business School.
Lafley è entrato a far parte della Procter & Gamble subito dopo aver ottenuto il Master in Business Administration, occupandosi tra le altre cose del mercato dei prodotti di bellezza giapponese e della creazione della sede cinese dell'azienda (nel 1995 era stato promosso vice presidente responsabile dell'area asiatica), e ne è divenuto il CEO nel 2000. Oltre all'impiego nella Procter & Gamble, Lafley fa anche parte del consiglio di amministrazione della General Electric e della Dell ed è stato in passato parte del consiglio di amministrazione della General Motors.
È ricordato per aver rivitalizzato la compagnia con le sue decisioni, che puntavano a concentrare le attenzioni su prodotti già esistenti, come il dentifricio Crest, il sapone Tide, e i Pampers, invece di sviluppare internamente nuovi prodotti, che potevano essere acquisiti da terzi. Una delle scelte decisive compiute nella sua direzione è stato l'acquisto da parte di P&G e la commercializzazione sotto il marchio Crest dello spazzolino elettrico Spinbrush, che ha permesso alla P&G di riprendere il ruolo leader del mercato dell'igiene orale nel mercato statunitense con il marchio Crest (lo Spinbrush è divenuto in poco tempo lo spazzolino più venduto della nazione), dopo essere stata sorpassata gli anni precedenti dalla Colgate-Palmolive. Tra le acquisizioni fatte da P&G sotto la direzione di Lafley, si ricordano nel 2001 quella di Clairol (una branca aziendale della Bristol-Myers Squibb Co. specializzata in cura e colorazione dei capelli), per 4,95 miliardi di dollari, nel 2003 dell'azienda tedesca Wella, per circa 7 miliardi di dollari e nel 2005 della Gillette, per un valore di circa 57 miliardi di dollari (il più grande degli acquisti effettuato dalla P&G). Con queste ultime acquisizioni P&G è diventato il secondo gruppo di beni di consumo al mondo, preceduto solo dal gruppo Nestlé.
Secondo Forbes, con un compenso di 16,87 milioni di dollari, è nella 79ª posizione nella classifica del 2006 dei compensi per i CEO delle aziende statunitensi.